# Чемпионат мира по академической гребле 1986
16-й чемпионат мира по академической гребле прошёл с 17 по 24 августа 1986 года в Ноттингеме (Великобритания).

## Медалисты

### Мужчины
| Дисциплина                | Золото | Золото  | Серебро | Серебро | Бронза | Бронза  |
| ------------------------- | --- | ------- | --- | ------- | --- | ------- |
| Одиночки M1x              | Петер-Михаэль Кольбе ФРГ | 6:54,90 | Перти Карппинен Финляндия | 6:58,90 | Василий Якуша СССР | 7:00,13 |
| Двойки парные M2x         | Италия · Альберто Белджери · Игор Песчалли | 6:11,33 | Болгария · Чавдар Радев · Димитр Камбурский | 6:32,22 | ГДР · Андреас Хайек · Уве Хеппнер | 6:33,64 |
| Двойки без рулевых M2-    | СССР · Юрий Пименов · Николай Пименов | 6:42,37 | Италия · Марко Романо · Паскуале Айезе | 6:44,52 | ГДР · Дирк Рендант · Марио Клиш | 6:44,70 |
| Двойки с рулевыми M2+     | Великобритания · Эндрю Холмс · Стивен Редгрейв · Патрик Суини (рул)                                                                                                | 6:51,66 | Италия · Кармине Аббаньяле · Джузеппе Аббаньяле · Джузеппе Ди Капуа (рул) | 6:52,90 | ГДР · Томас Грайнер · Олаф Фёрстер · Удо Кюн (рул) | 6:54,58 |
| Четвёрки парные M4x       | СССР · Валерий Досенко · Сергей Кинякин · Михаил Иванов · Игорь Котько                                                                                             | 5:47,41 | Польша · Вальдемар Войда · Мирослав Мрук · Славомир Чеслаковкий · Анджей Кшепиньский                                                                                              | 5:49,51 | Канада · Дуглас Хэмилтон · Роберт Миллс · Пол Доума · Мелвин Лаформ                                                                                              | 5:50,52 |
| Четвёрки без рулевых M4-  | США · Тед Суинфорд · Дэниел Лайонс · Джон Райли · Роберт Эспесет                                                                                                   | 6:03,53 | ФРГ Норберт Кесслау Фолькер Грабов Йёрг Путтлиц Гвидо Грабов | 6:03,63 | ГДР · Йёрг Тиммерман · Йенс Людеке · Ральф Брудель · Томас Фютинг                                                                                                | 6:06,25 |
| Четвёрки с рулевыми M4+   | ГДР · Франк Клавонн · Бернд Айхвурцель · Бернд Низекке · Карстен Шмелинг · Хендрик Райхер (рул)                                                                    | 6:03,81 | Новая Зеландия · Найджел Аверфолд · Брюс Холден · Грегори Джонстон · Кристофер Уайт · Эндрю Берд (рул)                                                                            | 6:05,77 | США · Дуглас Бёрден · Кристофер Хантингтон · Курт Босбэк · Джон Уолтерс · Джонатан Фиш (рул)                                                                     | 6:08,58 |
| Восьмёрки M8+             | Австралия · Джеймс Гэллоуэй · Малькольм Баттен · Эндрю Купер · Майкл Маккей · Маркус Дойл · Джеймс Томкинс · Ион Попа · Стивен Эванс · Дейл Катерсон (рул)         | 5:33,54 | СССР · Вениамин Бут · Йонас Пинскус · Александр Волошин · Николай Комаров · Павел Гурковский · Виктор Дидук · Виктор Омельянович · Зигмантас Гудаускас · Григорий Дмитренко (рул) | 5:37,61 | США · Джонатан Киссик · Джон Смит · Томас Кифер · Дэвид Крмпотич · Джон Тервиллиджер · Эдвард Айвз · Кевин Стилл · Эндрю Саддат · Марк Зембш (рул)               | 5:38,20 |
| Лёгкий вес                | |         | |         | |         |
| Одиночки LM1x             | Питер Энтони Австралия | 7:18,10 | Бьярне Эльтанг Дания | 7:18,12 | Гленн Флорио США | 7:20,87 |
| Двойки парные LM2x        | Великобритания · Аллан Уайтуэлл · Карл Смит | 6:41,73 | Франция · Люк Криспон · Тьерри Рено | 6:44,76 | Канада · Робин Хааг · Кэм Харви | 6:45,46 |
| Четвёрки без рулевых LM4- | Италия · Франко Пантано · Дарио Лонгин · Нерио Джанотти · Мауро Торта                                                                                              | 6:18,26 | Великобритания · Кристофер Бейтс · Питер Хейнинг · Нил Стэйт · Стюарт Форбс | 6:20,79 | Испания · Фернандо Молина · Хосе де Марко · Карлос Муньеса · Альберто Молина                                                                                     | 6:21,68 |
| Восьмёрки LM8+            | Италия · Маурицио Лози · Микеле Савойя · Витторио Торчеллан · Массимо Лана · Стефано Шпремберг · Карло Гадди · Андреа Ре · Фабрицио Равази · Массимо ди Деко (рул) | 5:44,63 | ФРГ Томас Гюнтерман Удо Хенниг Детлеф Глич Харальд Гальстер Альвин Оттен Франк Рогаль Андреас Хоблер Вольфганг Биркнер Торстен Крайс (рул)                                        | 5:46,58 | Дания · Йёрн Йёргенсен · Ким Хагстед · Мортен Эсперсен · Лейф Якобсен · Микаэль Сёренсен · Флемминг Йенсен · Вагн Нильсен · Бент Франссон · Стефан Мастерс (рул) | 5:50,05 |

### Женщины
| Дисциплина                        | Золото | Золото  | Серебро | Серебро | Бронза | Бронза  |
| --------------------------------- | --- | ------- | --- | ------- | --- | ------- |
| Одиночки W1x                      | Ютта Хампе ГДР | 7:29,60 | Магдалена Георгиева Болгария | 7:32,22 | Антонина Думчева СССР | 7:35,08 |
| Двойки парные W2x                 | ГДР · Сильвия Швабе · Беате Шрамм | 6:57,71 | Румыния · Вероника Коджану · Элисабета Липэ | 7:00,96 | Новая Зеландия · Робин Кларк · Стефани Фостер | 7:03,35 |
| Двойки распашные W2-              | Румыния · Родика Арба · Ольга Хомеги | 7:12,20 | СССР · Галина Степанова · Марина Пегова | 7:17,06 | ГДР · Катрин Хаккер · Мартина Вальтер | 7:18,84 |
| Четвёрки парные W4x               | ГДР · Керстин Пилот · Биргит Петер · Керстин Хинце · Яна Зоргерс | 6:13,91 | Румыния · Анишоара Бэлан · Дойна Чукану · Анишоара Сорохан · Маричика Йордаке                                                                          | 6:20,56 | Нидерланды · Марейке Зекант · Марьян Пентенга · Николетте Вессел · Йозефине Компан                                                                                             | 6:24,85 |
| Четвёрки с распашные рулевыми W4+ | Румыния · Дойна Бэлан · Марьоара Трашкэ · Кира Стоян · Луча Тоадер · Вьорика Йожа (рул)                                                                             | 6:43,86 | ГДР · Керстин Шпиттлер · Беатрикс Шрёэр · Коринна Шайд · Карола Лихай · Сильвия Мюллер (рул)                                                           | 6:48,46 | Канада · Джейн Треганно · Дженнифер Уолинга · Кристин Кларк · Патриша Смит · Лесли Томпсон (рул)                                                                               | 6:51,27 |
| Восьмёрки W8+                     | СССР · Елена Терёшина · Марина Супрун · Сария Закирова · Елена Пухаева · Марина Знак · Ирина Тетерина · Лидия Аверьянова · Вида Цесюнайте · Валентина Хохлова (рул) | 6:08,76 | ГДР · Герлинде Добершюц · Анетт Девантир · Катрин Динстбир · Уте Штанге · Аня Клуге · Карола Хорниг · Катрин Ферхо · Уте Вильд · Даниэла Нойнаст (рул) | 6:09,77 | Румыния · Михаэла Армэшеску · Камелия Дьяконеску · Каролина Матей · Адрьяна Келариу · Вероника Некула · Ливия Тьеану · Флорика Лаврик · Херта Аниташ · Марьяна Доробанцу (рул) | 6:11,26 |
| Лёгкий вес                        | |         | |         | |         |
| Одиночки LW1x                     | Мария Сава Румыния | 7:33,28 | Рита Дефо Бельгия | 7:35,24 | Анджела Херрон США | 7:37,11 |
| Двойки парные LW2x                | США · Кристин Эрнст · Кэри Сэндс | 7:17,13 | Великобритания · Джиллиан Бонд · Кэрол Вуд · Нидерланды · Карин Хоммерс · Эллен Мелиси                                                                 | 7:19,12 | не присуждалась |         |
| Четвёрки без рулевых LW4-         | США · Кэролин Мехаффи · Сэнди Кендалл · Мэнди Коваль · Энн Мартин                                                                                                   | 6:53,92 | Великобритания · Алекса Форбс · Джиллиан Ходжес · Линда Кларк · Джудит Бёрн                                                                            | 6:56,36 | ФРГ Клаудия Энгельс Уте Цобель Соня Петри Эвелин Хервег | 6:56,64 |

## Командный зачёт
| Место | Страна         | Золото | Серебро | Бронза | Всего |
| ----- | -------------- | ------ | ------- | ------ | ----- |
| 1     | ГДР            | 4      | 2       | 5      | 11    |
| 2     | СССР           | 3      | 2       | 2      | 7     |
| 3     | Румыния        | 3      | 2       | 1      | 6     |
| 4     | Италия         | 3      | 2       | 0      | 5     |
| 5     | США            | 3      | 0       | 4      | 7     |
| 6     | Великобритания | 2      | 3       | 0      | 5     |
| 7     | Австралия      | 2      | 0       | 0      | 2     |
| 8     | ФРГ            | 1      | 2       | 1      | 4     |
| 9     | Болгария       | 0      | 2       | 0      | 2     |
| 10    | Дания          | 0      | 1       | 1      | 2     |
| 10    | Нидерланды     | 0      | 1       | 1      | 2     |
| 10    | Новая Зеландия | 0      | 1       | 1      | 2     |
| 13    | Бельгия        | 0      | 1       | 0      | 1     |
| 13    | Польша         | 0      | 1       | 0      | 1     |
| 13    | Финляндия      | 0      | 1       | 0      | 1     |
| 13    | Франция        | 0      | 1       | 0      | 1     |
| 17    | Канада         | 0      | 0       | 3      | 3     |
| 18    | Испания        | 0      | 0       | 1      | 1     |
| Всего | Всего          | 21     | 22      | 20     | 63    |

 Страна — хозяйка соревнований